# نووایا سامارکا
نووایا سامارکا (انگلیسی: Novaya Samarka) یک شهرک در شهرستان بیژبولیاکسکی باشقیرستان کشور روسیه است.